# El Mercurio
El Mercurio é um jornal chileno fundado por Agustín Edwards Mac-Clure, em 1° de junho de 1900, na capital do país, Santiago, com publicação diária por todo o país. O periódico faz parte do Grupo de Diarios América, uma  joint-venture de grandes jornais da América Latina, e que inclui também La Nación (Argentina), El Comercio (Equador), O Globo (Brasil), El Tiempo (Colômbia), El Universal (México), El Comercio (Peru), El País (Uruguai) e El Nacional (Venezuela). Nota-se que El Mercurio de Valparaíso é o jornal mais antigo e em circulação do Chile e um dos primeiros a ser impresso em espanhol, em 12 de setembro de 1827.
O jornal, conhecido por sua linha editorial conservadora, tendente à direita política,  notabilizou-se por seu apoio ao golpe de Estado de 1973, que depôs o presidente Salvador Allende. Conforme relatório da  Comissão Church do Senado dos Estados Unidos,  El Mercurio, recebeu recursos da CIA, no início da década de 1970, para  participar de um esquema de propaganda contra o governo Allende. Ainda segundo o relatório, o maior e provavelmente o mais importante apoio da CIA a uma organização de mídia no Chile foi dado a El Mercurio, o maior jornal de Santiago, durante o governo Allende.  Em 1971, os agentes da CIA  concluíram que El Mercurio,  a mais importante publicação oposicionista, não sobreviveria por muito tempo,  já que deixara de veicular anúncios do governo. Em 9 de setembro de 1971, foi autorizado pela agência um aporte de recursos no valor de USD 700,000 ao jornal. Outra  remessa, no valor de USD 965,000, seria feita em 11 de abril de 1972. Um memorando da  CIA  destacava, entre os veículos por ela apoiados,  El  Mercurio, em razão do seu  importante papel nos eventos de 11 de setembro de  1973, que levariam ao golpe militar que depôs Allende.